# Tautogolabrus brandaonis
Tautogolabrus brandaonis är en fiskart som först beskrevs av Steindachner, 1867.  Tautogolabrus brandaonis ingår i släktet Tautogolabrus och familjen läppfiskar. Inga underarter finns listade i Catalogue of Life.